# Resistance Is Futile
Resistance Is Futile es un álbum de estudio de la banda de rock galesa Manic Street Preachers, publicado el 13 de abril de 2018. Respaldado por seis sencillos, el álbum fue bien recibido por la crítica y alcanzó la segunda posición en la lista de éxitos UK Albums Chart.

## Lista de canciones
Toda la música compuesta por James Dean Bradfield, Sean Moore y Nicky Wire. Todas las letras escritas por Wire, excepto "Distant Colours" por Bradfield. 
| N.º | Título                      | Duración |  |
| 1.  | «People Give In»            | 3:54     |  |
| 2.  | «International Blue»        | 3:52     |  |
| 3.  | «Distant Colours»           | 3:29     |  |
| 4.  | «Vivian»                    | 4:15     |  |
| 5.  | «Dylan & Caitlin»           | 3:53     |  |
| 6.  | «Liverpool Revisited»       | 2:31     |  |
| 7.  | «Sequels of Forgotten Wars» | 4:21     |  |
| 8.  | «Hold Me Like a Heaven»     | 4:18     |  |
| 9.  | «In Eternity»               | 4:16     |  |
| 10. | «Broken Algorithms»         | 3:52     |  |
| 11. | «A Song for the Sadness»    | 4:20     |  |
| 12. | «The Left Behind»           | 3:08     |  |

## Créditos
- James Dean Bradfield – voz, guitarras
- Sean Moore – batería
- Nicky Wire – bajo